# プラット・アンド・ホイットニー J58

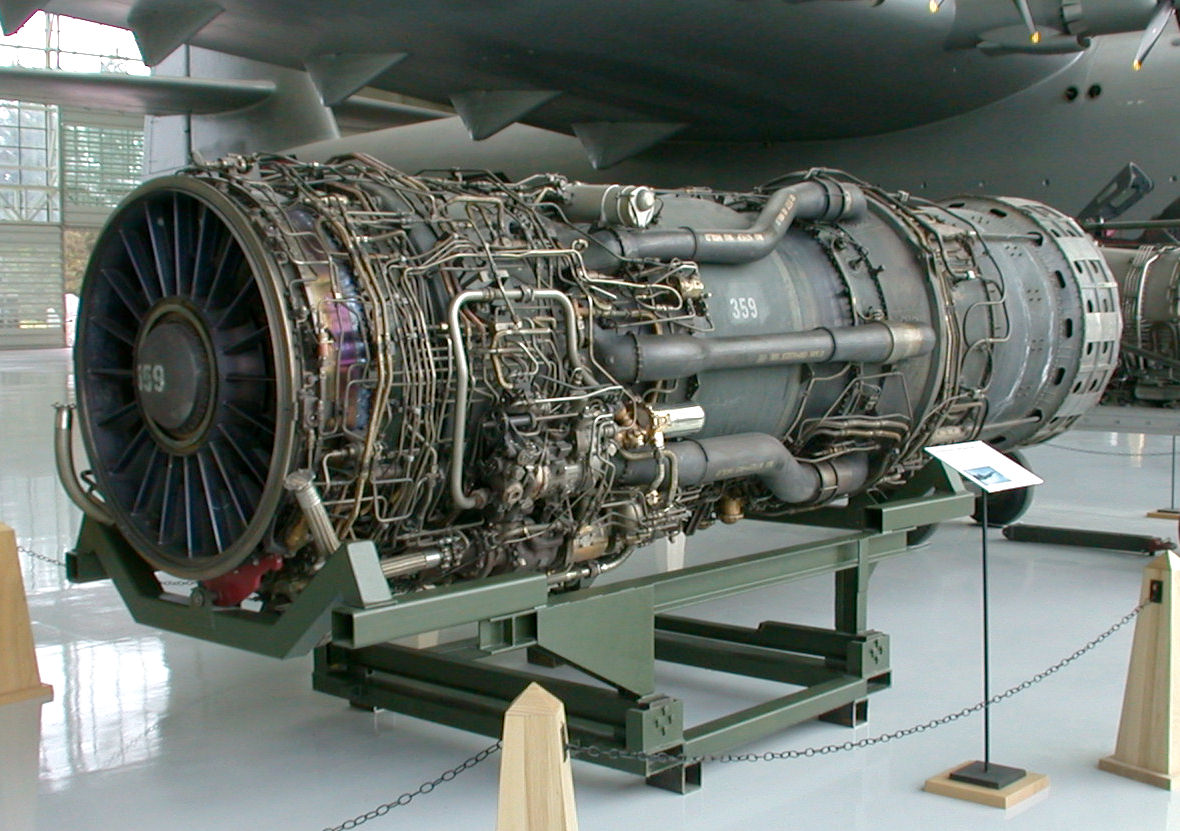
展示されているJ58

プラット&ホイットニー J58（JT11Dとしても知られる）はロッキードYF-12とSR-71、A-12に搭載されたジェットエンジンである。本質的には可変バイパス比のアフターバーナーを備えたターボジェットエンジンである。

## 概要

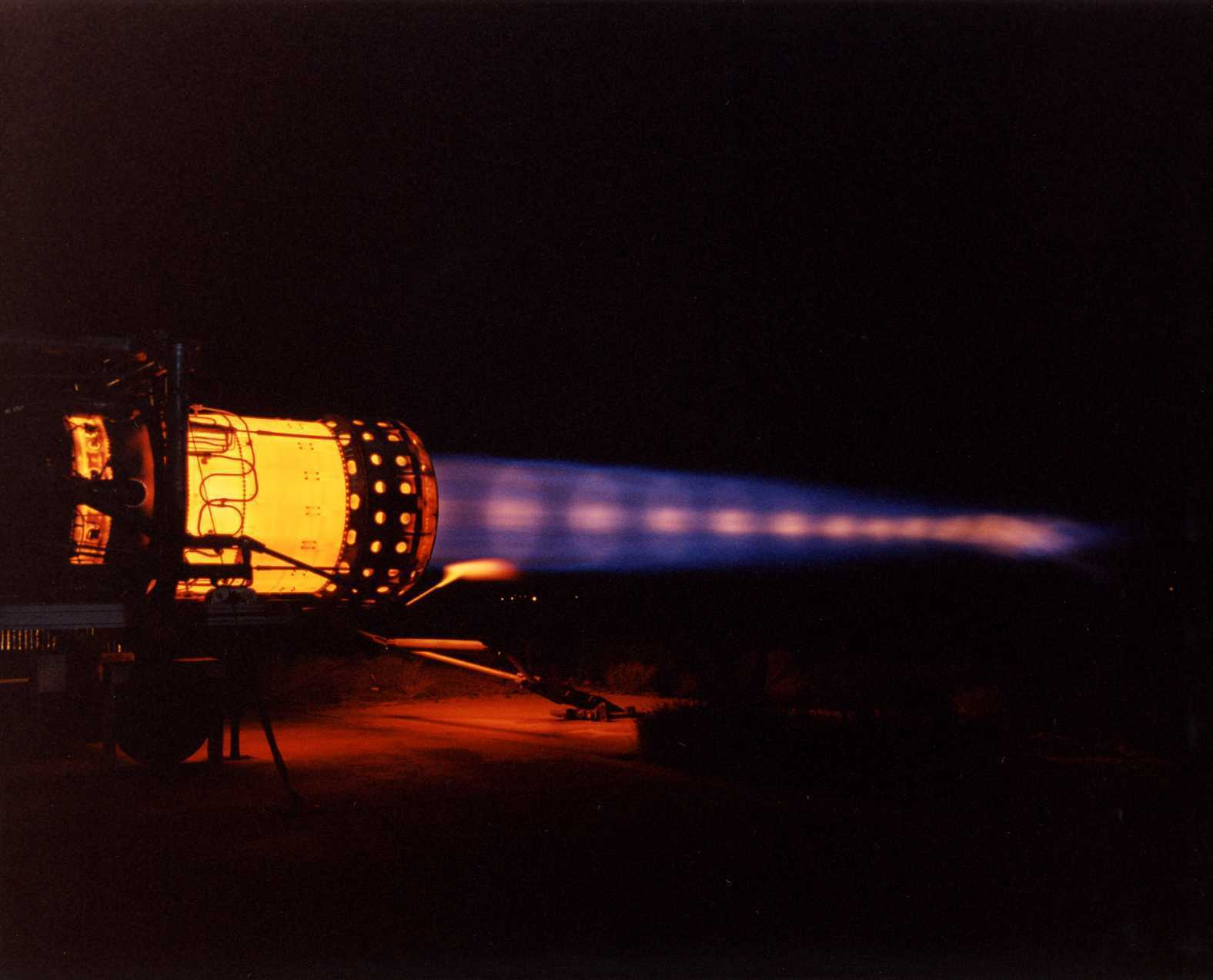
アフターバーナーを作動中のJ58、ショック・ダイアモンドが見える

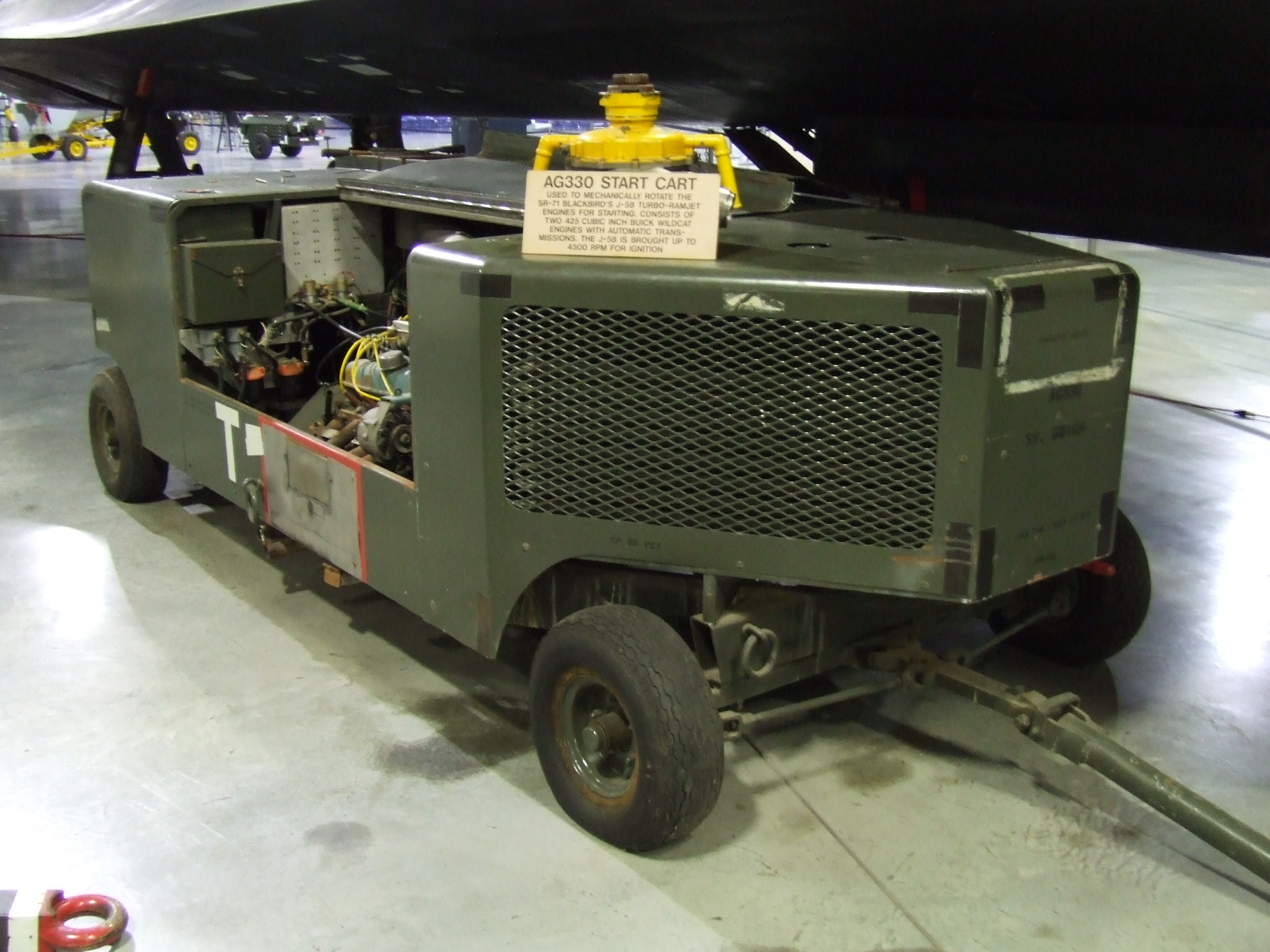
AG330 始動機

J58は32,000 lbf (142 kN) の推力を生み出す。アフターバーナーを長時間作動させることのできる初めてのエンジンであり、アメリカ空軍にとってマッハ3を出す初めてのエンジンである。J58の主な特徴はコニカルスパイクによる可変式吸気口で、コンピュータ制御で、飛行速度に応じてショックコーンがエンジンナセルに対し最適位置へ動く。そのため超音速飛行時でもエンジンに吸気される空気の流速が亜音速になるよう調整される。
J58は空気圧縮機の抽気をバイパス流に使用する可変サイクルエンジンである。バイパスジェットエンジンは当時知られていなかったが、ベン・リッチは後に「空気の離脱によるバイパスジェットエンジン」であると説明している。機体がマッハ3.2で飛行する時は、総推力の80 %はエンジン本体以外の空気吸入・圧縮系で出し、エンジン本体の推力は20 %である。このことがJ58がターボラムジェットであると言う主張に真実性を与えている。ただし、超音速飛行時にインテーク経路でも推力が発生する（推力分布がインテーク経路に及ぶ）ことはJ58に限らない。また、J58は圧縮機を通過せずに燃焼に使われる空気経路は持たないため、厳密にはラムジェットエンジンではない。
エンジンの始動には通常の航空機に使われる起動車ではなく、ビュイック・ワイルドキャットなどに使われる7L V8エンジン2基で構成された始動機を搭載した『AG330 始動機』が用いられた。AG330から伸びるドライブシャフトを機体下側からJ58に接続し、エンジンを回転数 3,200 rpm になるまで予回転させ、そこで燃料と燃焼助剤のトリエチルボラン (TEB) を供給して点火させる。点火時にはTEBの燃焼にともない特徴的な緑色の炎がでる。
高速飛行時に機体全体が空力加熱により高温になるため、また燃料そのものをエンジン冷却材として使用するため、低揮発性で熱安定性の高いJP-7燃料が開発された。熱安定性と引き換えにJP-7は着火し難いため、始動時と-5 ℃以下の飛行時のアフターバーナー使用時には自己発火性物質であるトリエチルボランを添加して使用していた。両方のエンジンに不活性ガスの窒素で加圧された600 cm3のTEBが16回分 の始動・再始動・アフターバーナー使用のために搭載された。SR-71の飛行においては空中給油後にも気をつける必要があった。
ショックコーンは高度30000フィート以上で最前方に固定された。それ以下の高度では自動的に位置が可変した。最後方から、マッハ1.6以上でマッハ0. 1ごとにおよそ1-5/8インチずつせり出しおよそ26インチ（最前方）までせり出す。
エンジンに送られるJP-7はエンジンそのものの冷却材としても使用された。
エンジンオイルにはシリコンをベースにしたグリースが使用された。常温では固体であるがエンジンにはオイルとして流体が要求されるため、エンジンの始動前に予熱して流動化する必要があった。

## 空気流制御デザイン

J58の異なるマッハ数での運用中の吸気口と空気流の変遷

J58は複合式ジェットエンジンである。状態遷移を示す右図に示す各要素については、以下の通りである。
ショックコーン (SPIKE)
ショックコーン（図中ではSPIKEと記されている。以下同じ。）はマッハ2.5までは前進状態にあり、コーン先端で発生する斜め衝撃波は吸気口の縁よりも前方にある。すなわちインテークはサブクリティカル状態にある。
マッハ2.5以上ではショックコーンが後退し、マッハ3.2では最後退位置となる。このとき、コーン先端で発生する斜め衝撃波は吸気口の縁に一致し、吸気口周辺は理想動作状態であるクリティカル状態となる。ただし背圧が適正でない場合にはクリティカル状態を保てない。
中央胴体ブリード (CENTERBODY BLEED)
ショックコーン最大断面部に多数開けられた穴と、この穴を通過する空気を通す経路によって構成される。常時開いており、始動時にはダクト外部からショックコーンへ向けて空気が流れエンジン吸入空気量を増やす。飛行時には常にショックコーンからダクト外部へ向かって空気が流れる。これはコーン表面で摩擦を受けて速度エネルギーを失った空気がエンジンに流れ込むことを抑制する。
衝撃波トラップブリード (SHOCK TRAP BLEED)
飛行中、インテークダクト内部に発生する垂直衝撃波と斜め衝撃波を吸い込むと共にエンジン冷却空気を供給する。
前方バイパスドア (FWD BYPASS DOORS)
ショックコーンの最大断面積部の直後のインテークダクト壁面にある。始動時に開いてエンジン吸入空気量を増やす。このとき、前方バイパスドアの外から中に向かって空気が流れる。
亜音速飛行時には閉鎖される。
超音速飛行時には前方バイパスドアが開き、ダクト内の流量制御によって背圧を制御し衝撃波の位置を制御する。このとき、中から外に向かって空気が流れる。
マッハ3.2での巡航時には前方バイパスドアは再び閉鎖され、必要に応じて開いて衝撃波位置の制御を行う。
後方バイパスドア (AFT BYPASS DOORS)
インテークダクト最後部（エンジン本体直前）にある。
始動時とマッハ2.5以下での飛行時は閉じている。
マッハ2.5を超える飛行時には後方バイパスドアが開き、空気が過剰に供給されるのを防ぐ。
後方バイパスドアを経由した空気は衝撃波トラップブリード等を経由した空気と合流してバイパスエア (BYPASS AIR) となり、エンジン外周を経由してノズルへ送られる。
バイパスエアはアフターバーナーから噴射された排気ガスとノズル内部で混合して体積と流量を増大し推力を増すほか、エンジン冷却の機能も持つ。
吸入式ドア (SUCK-IN DOORS)
バイパスエア経路の外周中ほどにある。始動時に開いてエンジン冷却空気を供給する。飛行中には吸入式ドアは閉鎖される。
第3ドア (TERTIARY DOORS)
ノズルの直前、アフターバーナーの直後に配置されており、始動時と亜音速飛行時には開いてノズルの外側から内側に向かって空気が吸い込まれる。空気はノズル内部でアフターバーナーから噴射された排気ガスと混合して噴射され、推力を増大する。
第3ドアは超音速飛行時には閉じる。
エジェクターフラップ (EJECTOR FLAPS)
ノズル最後部を形成する。音速を超えると共に開き始め、ノズル膨張比を速度と高度に応じて制御する。マッハ3.2で全開となる。
以上のメカニズムによって、マッハ3周辺では最初のショックコーンによるラム圧縮で空気が既に加熱され、ターボジェットは燃焼室内の燃料/空気の比率を下げなければ、タービンが焼損する。マッハ3周辺ではターボジェット部の圧縮機と燃焼室による推力は20 %に低下し、残り80 %の推力がインテークダクトでのラム圧縮とノズルでの膨張（アフターバーナーを含む）によって生み出される。言い換えると、推力のうち20 %のみが圧縮機と燃焼室によって分担され、80 %はインテークダクトとアフターバーナーで分担される。

## 抽気系統とJ58本体の動作概要
参考文献にて抽気および抽気された空気の扱いについて説明されている。
抽気を行わないときにはエンジンに吸入された空気"コア-フロー"エアは、9段の圧縮機を経て燃焼室に供給される。
このときにはJ58は9段圧縮機を持つターボジェットとして動作する。
高速飛行時には抽気経路が開き、一部の空気は4段の圧縮機を経たのみで後段5段を経ずに抽出され、燃焼室外周に設けられた6本のバイパスダクトを通過しタービンを経ずにアフターバーナーへ送られ、燃焼に用いられる。
参考文献3ページ右上に示された特許文書の抜粋図がその説明である。
この抽気を用いた燃焼系統は圧縮機から供給された空気を燃焼に用い、かつ燃焼ガスでタービンを駆動しないため一種のモータージェットであるが、圧縮機を経由した空気を使っているためにラムジェットではない。
参考文献にて開発者が抽気を行う理由を記述している。
とあるのが言及箇所である。すなわち、マッハ3での飛行時には圧縮機後段が閉塞状態となり空気流量が制約されるが、この流量では前段が流量過少となって失速を生じる。この流量と失速の問題は始動時にも生じることが、参考文献の、"The same problem exists when starting the engine and P&W solution was to open “start” bleeds." のくだりに記されており、この解決策としてエンジン始動時にも抽気機構を有効化してコンプレッサーの空気を抽気により脱圧して始動する、としたことが記されている。
高速飛行時に抽気系での燃焼を行っているとき、J58は低圧力比系（抽気系）と高圧力比系から成る複合ジェットエンジンとなっている。
開発者はこのシステムをRecover Bleed Air engine（抽気回収型エンジン）と名づけている。
なお、抽気系統はエンジン本体に含まれており、このページの「空気流制御デザイン」の図には記されていない。

## J58-P4の仕様
- 推力 (乾燥時): 25,000 lb (11,000 kg)[7]
- 推力 (ウェット): 34,000 lb (15,000 kg)[7]
- 燃料消費率 (ウェット): 1.9 lb/(lbf-h) [7]
- 推力燃料消費率 (dry): 0.9 lb/(lbf-h) [7]
- コアの空気流量: 450 lb/s (200 kg/s)
- 圧縮機段数：9段
- タービン段数：2段